# Paul Hillmann
Paul Hillmann (* 5. Januar 1867 in Rastorf, Mecklenburg; † 13. August 1937 in Schwerin) war ein deutscher Agrarwissenschaftler. Er lehrte von 1910 bis 1920 an der Landwirtschaftlichen Hochschule Berlin. Seine Hauptinteressensgebiete waren der landwirtschaftliche Pflanzenbau und die Saatzucht.

## Leben und Wirken
Paul Hillmann, Sohn eines Rittergutsbesitzers, erhielt die Elementarschulbildung durch Privatunterricht im elterlichen Hause. Von 1876 bis 1887 besuchte er ein Gymnasium in Lübeck. Anschließend absolvierte er eine Lehrzeit auf dem väterlichen Gut und auf benachbarten landwirtschaftlichen Betrieben. 1891 begann er ein Studium an der Landwirtschaftlichen Hochschule Berlin und setzte es 1892 an der Universität Leipzig fort. Im Frühjahr 1893 nahm er an einer unter Leitung des Pflanzenbauwissenschaftlers Ferdinand Wohltmann durchgeführten landwirtschaftlichen Studienreise durch Nordamerika teil. 1895 promovierte er an der Universität Leipzig mit einer Dissertation über die Bewertungskriterien der Milch für Käsereizwecke.
Während der folgenden Jahre war Hillmann bei der Landwirtschaftskammer der Provinz Brandenburg und im Oldenburgischen Staatsministerium tätig. 1900 bestand er die Staatsprüfung für Landwirtschaftslehrer. 1901 wurde er Mitarbeiter bei der Deutschen Landwirtschafts-Gesellschaft (DLG) in Berlin. Von 1903 bis 1917 war er dort Geschäftsführer der Saatzuchtabteilung und von 1909 bis 1917 gleichzeitig Geschäftsführer der Kolonial-Abteilung. Im Auftrag der DLG hat er 1910 das umfangreiche Buch "Die deutsche landwirtschaftliche Pflanzenzucht " herausgegeben, bis heute ein Standardwerk zur Geschichte der privaten Pflanzenzuchtbetriebe in Deutschland.
1910 habilitierte sich Hillmann an der Landwirtschaftlichen Hochschule Berlin mit einer Schrift über die Bestimmung der Sortenreinheit und Sortenechtheit bei der Beurteilung von Saatgutfeldern. Er erhielt die Venia legendi für Pflanzenbaulehre und koloniale Landwirtschaft. Als Privatdozent hielt er an dieser Hochschule Vorlesungen über tropischen Pflanzenbau und über Saatgutwesen. Während des Ersten Weltkrieges übernahm er mehrere Semester lang auch die pflanzenbaulichen Lehrveranstaltungen Kurt von Rümkers. Von 1916 bis 1920 leitete er als Geschäftsführer die "Gesellschaft zur Förderung deutscher Pflanzenzucht".
Hillmann, dem 1918 der Titel Professor verliehen wurde, publizierte die meisten seiner Beiträge über Pflanzenbau und Saatzucht in den "Mitteilungen der Deutschen Landwirtschafts-Gesellschaft". Hervorzuheben von mehreren Publikationen über die akademische Ausbildung der Landwirte ist sein 1920 in "Fühlings Landwirtschaftlicher Zeitung" veröffentlichter Beitrag "Das wissenschaftliche Studium der Landwirtschaft ".
Von 1920 bis 1927 war Hillmann als Saatzuchtleiter bei der Firma Richard Schröder in Lischow (Krs. Wismar) tätig. Hier bearbeitete er züchterisch verschiedene Ölfrüchte, Roggen und Gräserarten. Zu seinen erfolgreichen Zuchtsorten gehören u. a. der "Lischower Wiesenschwingel" und das "Lischower Lieschgras".

## Publikationen (Auswahl)
- Reise-Bericht (über eine studentische Exkursion durch Nord-Amerika 1893). In: Landwirthschaftliche Reisestudien über Chicago und Nord-Amerika. Herausgegeben von F. Wohltmann. Schletter´sche Buchhandlung Breslau 1894, S. 165–214.
- Beiträge zur Kenntnis des Einflusses des Labferments auf die Eiweißstoffe der Milch und zur Bewertung der Milch für Käsereizwecke. Diss. phil. Univ. Leipzig 1895.
- Wie sollen wir Sorten zum Anbau unserer Kulturpflanzen auswählen? Vortrag, gehalten in der Ökonomischen Gesellschaft im Königreich Sachsen, Dresden, am 9. November 1906. Verlag C. Schmidt & Co. Leipzig 1906.
- Die deutsche landwirtschaftliche Pflanzenzucht. Im Auftrage des Vorstandes der Deutschen Landwirtschafts-Gesellschaft herausgegeben von Dr. P. Hillmann-Berlin = Arbeiten der Deutschen Landwirtschafts-Gesellschaft Heft 168, 1910. – Ausgabe in französischer Sprache ebd. 1911.
- Die Bestimmung der Sortenreinheit und Sortenechtheit bei Beurteilung von Saatgutfeldern unter Zuhilfenahme variationsstatistischer Untersuchungen. Habil.-Schr. Landw. Hochsch. Berlin 1911.
- Die landwirtschaftliche Erdkunde als Gegenstand des Hochschulunterrichts. Habilitationsrede. In: Fühlings Landwirtschaftliche Zeitung Jg. 60, 1911, S. 289–297.
- Das wissenschaftliche Studium der Landwirtschaft. In: Fühlings Landwirtschaftliche Zeitung Jg. 69, 1920, S. 121–130.